# 華菱汽車
華菱汽車股份有限公司，簡稱華菱汽車，是台灣汽車經銷商之一，為中華汽車工業及順益關係企業合資之企業，負責代理三菱汽車客貨車系經營及銷售，以小客貨兩用車及貨車車系為主。

## 外部連結
- （繁體中文）SUPER中華菱利貨卡 （页面存档备份，存于）
- （繁體中文）SUPER中華菱利客貨兩用 （页面存档备份，存于）